# で

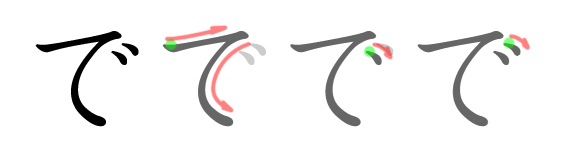
「で」の筆順

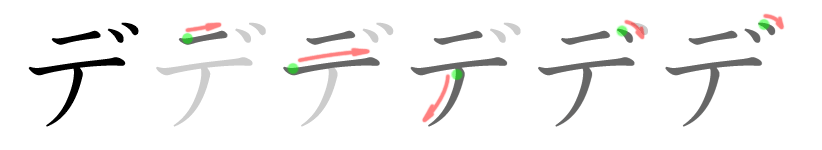
「デ」の筆順

で、デは、日本語の音節のひとつであり、仮名のひとつである。1モーラを形成する。て、テに濁点をつけた文字である。
- 現代標準語の音韻: 1子音と1母音「え」から成る音。上歯茎に舌を付けてから離すときに生ずる破裂音。有声。
- 発音： で[ヘルプ/ファイル]

## で に関わる諸事項
- 「で」は、日本語の格助詞の一つである。
- 「それで」や「これで」などが口語的に略されたもの。接続詞のように用いられ、前文が“条件・原因・理由”などを表し、後文が“その結果や起こる事象”などを表すように用いられる。時間の流れは、前文の後に後文が起こるように表現される。
- 一部の私鉄（東急電鉄ならびに旧「大東急」構成各社、神戸電鉄など）では動力車の記号に「モ」ではなく「デ」を使う。